# Otto Wallach
Otto Wallach (Königsberg, Reino de Prusia, 27 de marzo de 1847 - Gotinga, Alemania, 26 de febrero de 1931) fue un químico y profesor universitario alemán galardonado con el Premio Nobel de Química del año 1910.

## Biografía
Otto nació en Königsberg (la actual Kaliningrado rusa), entonces parte de Prusia, a una familia de abogados. Su padre, Gerhard Wallach, un funcionario público prusiano, era descendiente de una familia judía que se había convertido al luteranismo. Su madre, Otillie, era alemana de fe católica. Debido al trabajo de su padre, el joven Otto y su familia se trasladaron en dos ocasiones, primero a Stettin (la actual Szczecin polaca) y luego (en 1855) a Potsdam. En esta última, Wallach acudió a un gymnasium, donde se adentró en los experimentos científicos, además de asignaturas como Literatura e Historia del arte, temas que le seguirían fascinando toda su vida. Realizó sus primeros experimentos en su pequeña habitación y en el salón de la casa de la familia en Potsdam.
Estudió química en la Universidad de Berlín y Gotinga, y entre 1876 y 1889 fue nombrado profesor de química en la Universidad de Bonn. En 1889 abandonó la docencia para convertirse en director del Instituto Químico de la Universidad de Gotinga, cargo que ocupó hasta 1915.
Falleció el 26 de febrero de 1931 en la alemana ciudad de Gotinga, situada en el estado alemán de Baja Sajonia.

## Investigaciones científicas
Fue uno de los primeros químicos que se dedicaron a la investigación química de los terpenoides y las combinaciones alicíclicas, la investigación de las cuales ha sido de gran influencia en el desarrollo de la química orgánica e industrial, y especialmente de los perfumes y de los aceites esenciales.
Acuñó los términos terpeno y pineno, abordando por primera vez el estudio sistemático de esta última clase de compuestos aromáticos.
En 1910 fue galardonado con el Premio Nobel de Química por su contribución en el desarrollo de la química orgánica e industrial.

## Eponimia
- El cráter lunar Wallach lleva este nombre en su memoria.[5]